# Grupo de cidadãos eleitores

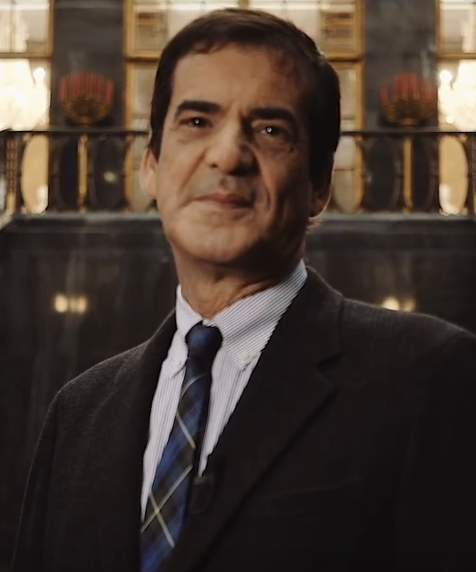
Rui Moreira, o primeiro presidente de câmara de um dos cinco concelhos mais populosos de Portugal a ser eleito através de um Grupo de Cidadãos Eleitores

Um Grupo de Cidadãos Eleitores representa uma lista que é apresentada às eleições autárquicas de Portugal, podendo-se candidatar, em simultâneo, às câmaras e assembleias municipais, assim como assembleias de freguesia. Em alguns casos, como o "Porto, o Nosso Movimento", de Rui Moreira, ou o "MAIS", de Sines, de Gonçalo Naves, podem-se constituir como associações cívicas.
As listas precisam de ser subscritas por "um número de cidadãos eleitores correspondente a 3% dos eleitores inscritos no respetivo recenseamento eleitoral", de acordo com a Lei Eleitoral dos Órgãos das Autarquias Locais. No entanto, tem em caso de candidaturas a assembleias de freguesia, o número de proponentes não pode ser inferior a 50, nem superior a 2 mil, assim como, para as câmaras e assembleias municipais com menos de mil eleitores, não pode ser subscrito por menos de 50 eleitores. No caso das candidaturas às câmaras e assembleias municipais com mil eleitores ou mais, não podem ter menos do que 250 nem mais de 4 mil proponentes.

## História
Após a promulgação da Constituição portuguesa de 1976, e com a Lei Eleitoral para os órgãos das Autarquias Locais, grupos de cidadãos eleitores eram permitidos participar nas eleições autárquicas, para a eleição das assembleias de freguesia. Participaram 466 listas de cidadãos, oscilando entre os 97,94% em Sobral do Campo, e os 0% em São Silvestre, Foz do Douro e Miragaia. Venceram em 82 freguesias, com 36 autarquias a terem duas listas concorrentes. Nalguns casos, como em Caires, Lapas, Mira de Aire, Ribeira Branca - excluindo os que apenas se apresentaram a eleição uma lista -, apenas concorreram grupos de cidadãos.
Foi a partir da Revisão Constitucional de 1997 que passou a ser permitida a participação de grupos de cidadãos em todos os órgãos autárquicos, tendo, nas eleições autárquicas de 2001, saído vencedores três grupos de cidadãos eleitores (Alcanena, Penamacor, e Ponte de Lima), com o número a ascender aos 19 em 2021.
Devido ao sucesso de vários movimentos independentes (como o "Porto, o Nosso Movimento", de Rui Moreira, ou o Juntos pelo Povo, que se viria a tornar partido), foi criada a Associação Nacional dos Movimentos Autárquicos Independentes, que pretende apoiar candidaturas de grupos de cidadãos a órgãos autárquicos.

## Lista de grupos de cidadãos eleitores na atualidade
| Nome | Nome                                                                      | Líder                  | Município        | Câmara municipal | Câmara municipal | Assembleia Municipal | Assembleia Municipal | Junta de freguesia    | Junta de freguesia |
| ---- | ------------------------------------------------------------------------- | ---------------------- | ---------------- | ---------------- | ---------------- | -------------------- | -------------------- | --------------------- | ------------------ |
|      | ALTERNATIVAcom                                                            | Vasco Damas            | Abrantes         | 1 / 7            | 3.º              | 2 / 34               | 3.º                  | 5 / 111               | 3.º                |
|      | Movimento Independente Freguesia Rio de Moinhos (MIFRM)                   | Rui André              | Abrantes         | Não concorreu    | Não concorreu    | 1 / 34               | 7.º                  | 4 / 7(Rio de Moinhos) | 1.º                |
|      | Movimento Independente da Freguesia de Tramagal (MIFT)                    | António José Carvalho  | Abrantes         | Não concorreu    | Não concorreu    | 1 / 34               | 7.º                  | 5 / 9(Tramagal)       | 1.º                |
|      | Movimento Independente Unidos Pela Nossa Terra (UPNT)                     | Virgílio Cunha         | Aguiar da Beira  | 3 / 5            | 1.º              | 17 / 25              | 1.º                  | 42 / 72               | 1.º                |
|      | Movimento Independente por Albufeira (MIPA)                               | Desidério Silva        | Albufeira        | 1 / 7            | 3.º              | 3 / 25               | 3.º                  | 7 / 50                | 3.º                |
|      | Albufeira Prometida (AP)                                                  | Abel Zua               | Albufeira        | 1 / 7            | 4.º              | 2 / 25               | 4.º                  | Não concorreu         | Não concorreu      |
|      | A Freguesia em Primeiro - Aljubarrota (FP)                                | José Lourenço Severino | Alcobaça         | Não concorreu    | Não concorreu    | 1 / 34               | 7.º                  | 6 / 13                | 1.º                |
|      | A Freguesia Primeiro - Bárrio (INDEPENDENTES)                             | Filipa Gomes           | Alcobaça         | Não concorreu    | Não concorreu    | 1 / 34               | 7.º                  | 5 / 9                 | 1.º                |
|      | Independentes pela União de Freguesias de Coz, Alpedriz e Montes (IUFCAM) |                        | Alcobaça         | Não concorreu    | Não concorreu    | 1 / 34               | 7.º                  | 6 / 9                 | 1.º                |
|      | Turquel Adoro-te (TA)                                                     |                        | Alcobaça         | Não concorreu    | Não concorreu    | 1 / 34               | 7.º                  | 5 / 9                 | 1.º                |
|      | Vamos mudar (VM)                                                          | Vitor Marques          | Caldas da Rainha | 3 / 5            | 1.º              | 15 / 34              | 1.º                  | 4 / 12                | 2.º                |

## Exemplos
- Porto, o Nosso Movimento (Porto)[1]
- Isaltino - Inovar Oeiras (Oeiras)[16]
- MAIS (Sines)[2]
- Figueira a Primeira (Figueira da Foz)[17]
- Movimento Cívico Por Elvas (Elvas)[18]
- Unidos por Torres Vedras (Torres Vedras)
- Juntos pelo Povo (Santa Cruz)
- Vamos Mudar (Caldas da Rainha)[19]